# Ampulex luluana
Ampulex luluana là một loài côn trùng cánh màng trong họ Ampulicidae, thuộc chi Ampulex. Loài này được Leclercq miêu tả khoa học đầu tiên năm 1954.